# Soay
Soay (Sòdhaigh en gaèlic, pronuncieu [ˈs̪ɔː.aj]) és una petita illa de les Hèbrides Interiors situada a la costa nord-oest d'Escòcia. Aquesta illa es troba just al sud de la costa de Skye.
Malgrat ser habitada durant el segle xix, avui l'illa només posseeix una única casa i és només accessible amb vaixell o helicòpter. Una raça d'ovella porta el nom de Soay.

## Geografia
Soay està situada a l'oest del Llac Scavaig, a la costa sud-oest de Skye, del qui la separa el Soay Sound. A diferència de les seves veïnes Skye i Rùm, Soay no posseeix grans alçades, arribant als 141 m d'altura amb el Beinn Bhreac. L'illa es troba gairebé tallada per la meitat per dues entrades del mar, formant el Port de Soay (al nord) i la badia de Camas nan Gall (al sud). La població principal, Mol-chlach, es troba a les ribes de la Camas nan Gall. A Mol-chlach hi arriba un ferri des d'Elgol.

## Història
El nom de Soay prové del nòrdic antic so-øy que significa « Illa del Xai ». El topònim Camas nan Gall (del gaèlic escocès "La badia dels Estrangers") probablement és posterior a l'arribada dels víquings, així com el nom propi de les Illes Hèbrides en gaèlic ("Na h-Innse Gall").
La població va arribar al seu punt màxim l'any 1851 amb 158 habitants, després dels desplaçaments de camperols de l'illa de Skye provocat pel Highland Clearances.
El 1946, l'autor Gavin Maxwell va comprar l'illa i hi establí una fàbrica de tractament d'oli de fetge de tauró estreta del tauró pelegrí. L'empresa va fracassar, havent durat solament tres anys. Sobre això Maxwell en va escriure en el seu llibre " Harpoon at a Venture ". L'explotació de Maxwell a Soay va comportar una preocupant davallada de la població del tauró pelegrí de les aigües de l'illa, de la qual encara avui s'està recuperant.
El gaèlic escocès havia estat la llengua vernacular de la població de Soay fins que la major part de la població es desplaçà a l'illa de Mull el 20 de juny de 1953. Des de llavors l'illa ha estat pràcticament deshabitada.
L'illa va tenir el primer telèfon mogut per energia solar del món.

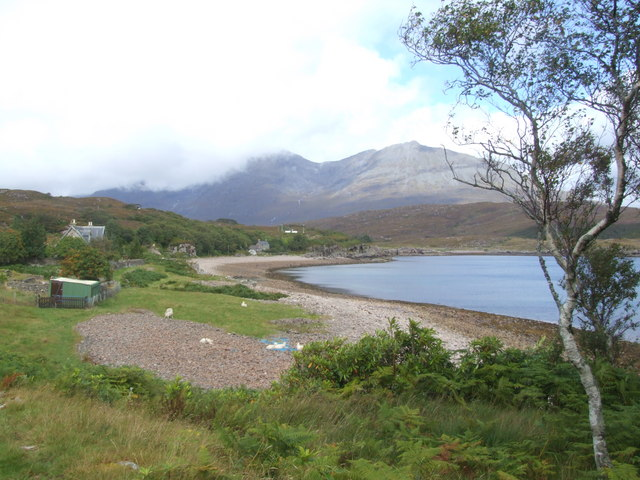
El port de Soay a la badia de "Camas nan Gall"